# Nicolas Perseval
Pour les articles homonymes, voir Perseval.
Nicolas Perseval, né le 1er avril 1745 à Chamery et mort le 10 mai 1837 à Reims, est un artiste-peintre français.

## Biographie
Il fut jusqu'à ses vingt-deux ans vigneron, activité familiale avant d'aller aux cours d'arts de l’Académie de dessin de Reims sous Jean-François Clermont, où il obtint un premier prix, puis en 1773 des cours d'art à Liège. Il a été professeur de dessin au collège royal de Pont-de-Voy en 1778. Il s'est établi à Reims où il eut une activité de peintre pour les églises, cathédrale de Reims, mairie de Chalons, église de Trigny...
Il eut comme élèves Germain de Reims et Liénard de Chalons.
Il a épousé en premières noces Marguerite Laval puis Jeanne-Marguerite Constant avec laquelle il eut une fille, Marguerite Perseval, qui fut également peintre, de même que le second mari de celle-ci, Jean-Hubert Rêve.
Il est inhumé au cimetière du Nord de Reims.

## Œuvres

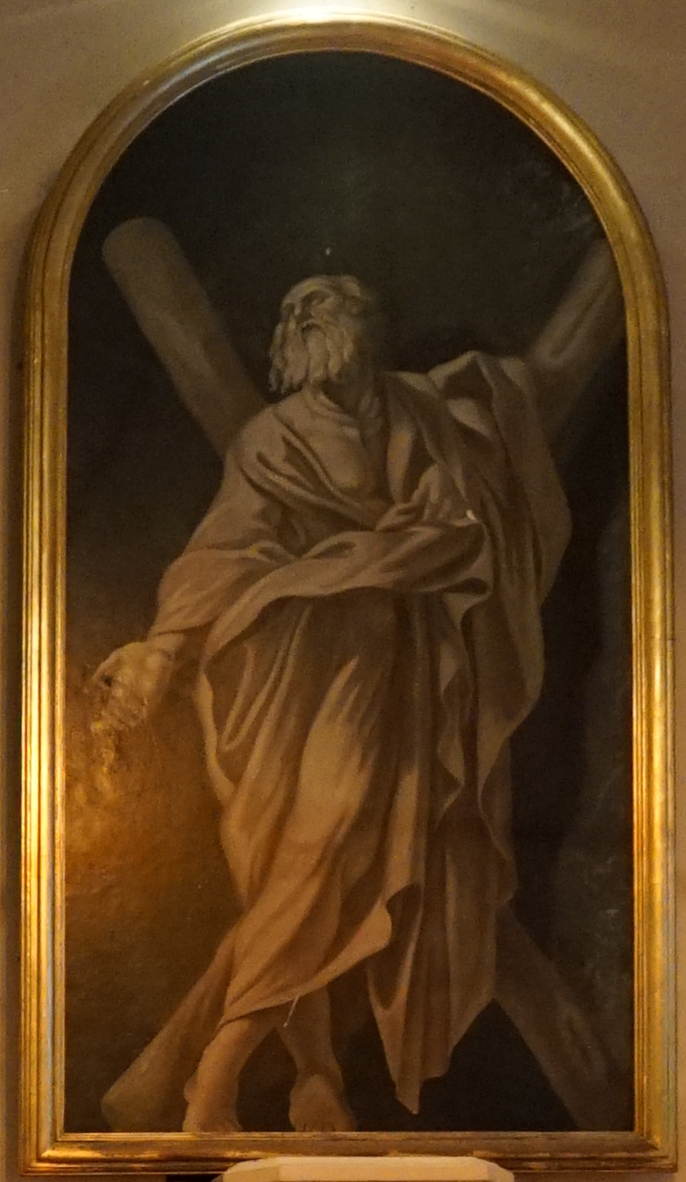
Saint André, église de Cormontreuil,
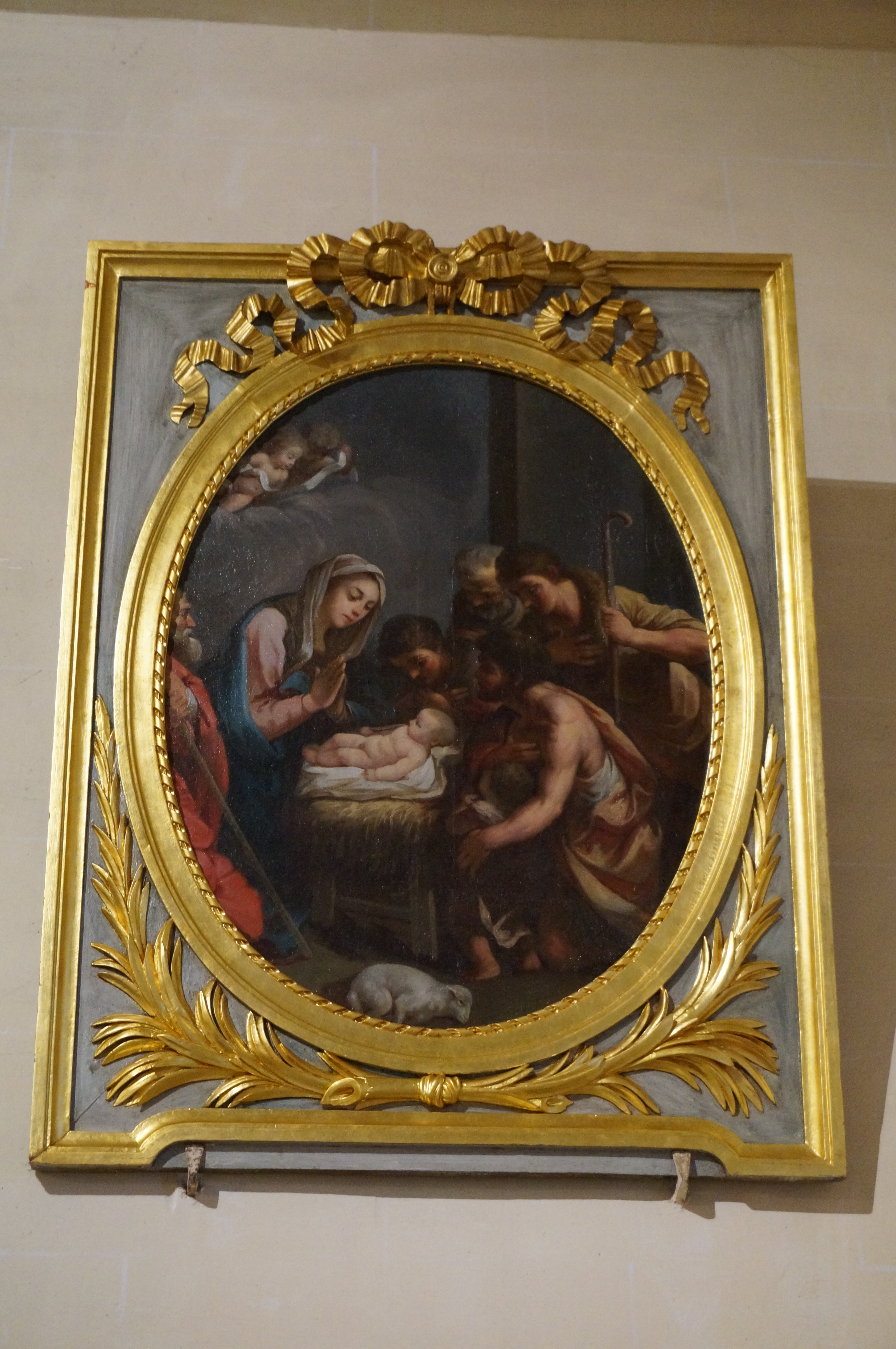
Nativité et
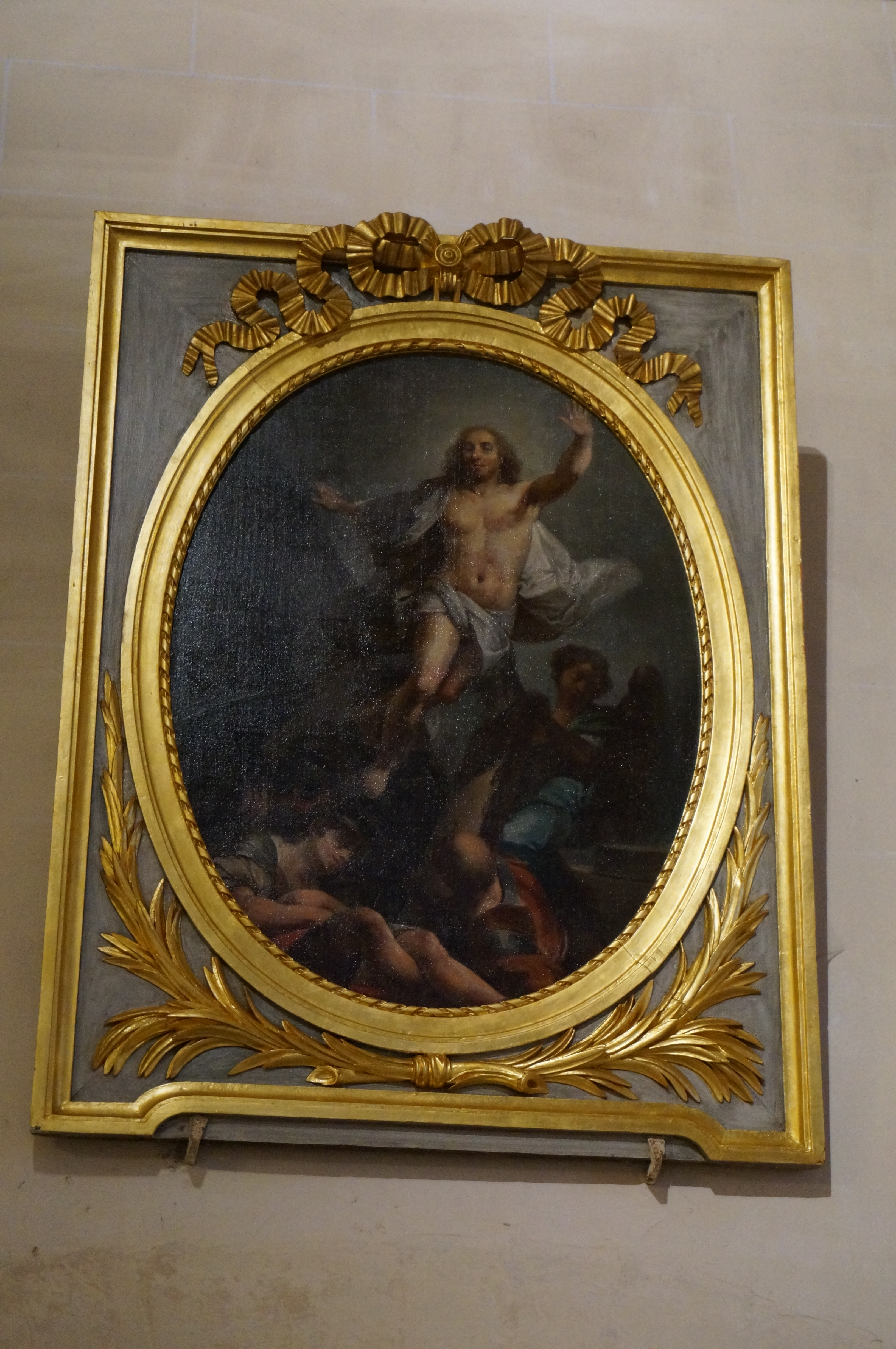
Résurrection en l'église de Trigny.
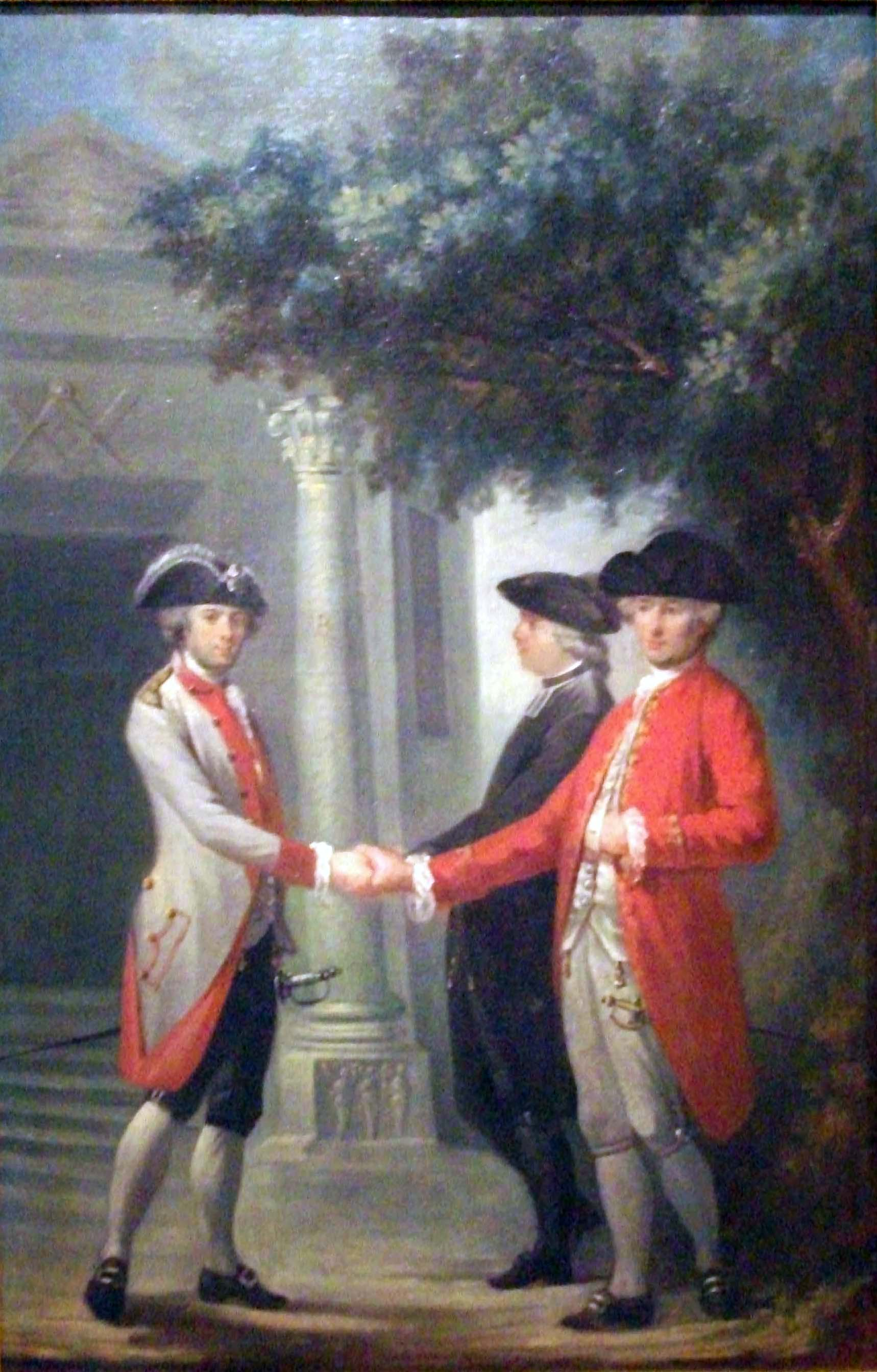
L'Union des Trois Ordres (vers 1789) et
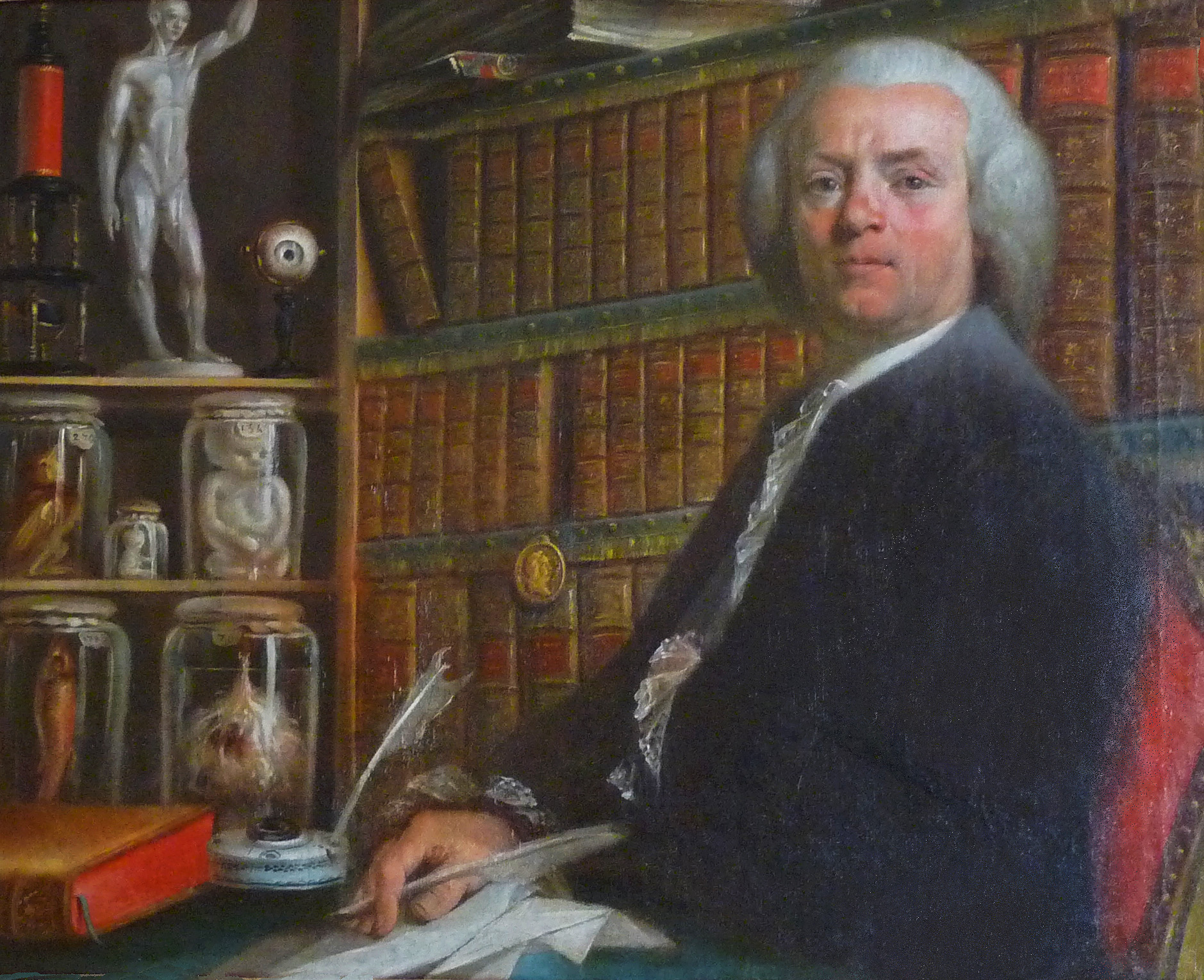
Pierre Robin[2] au musée des beaux-arts de Reims.
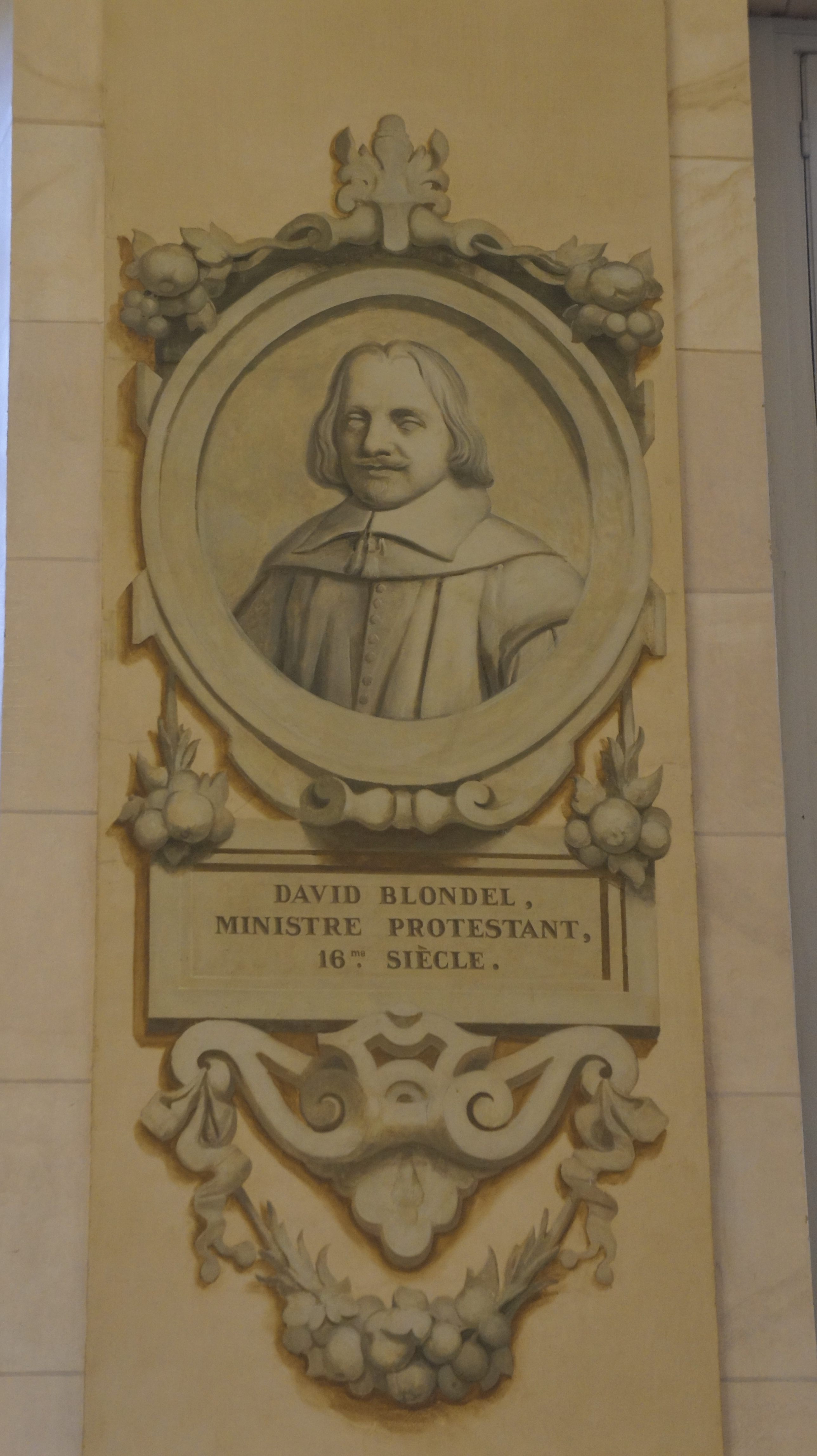
David Blondel grisaille, Hôtel de ville de Châlons.
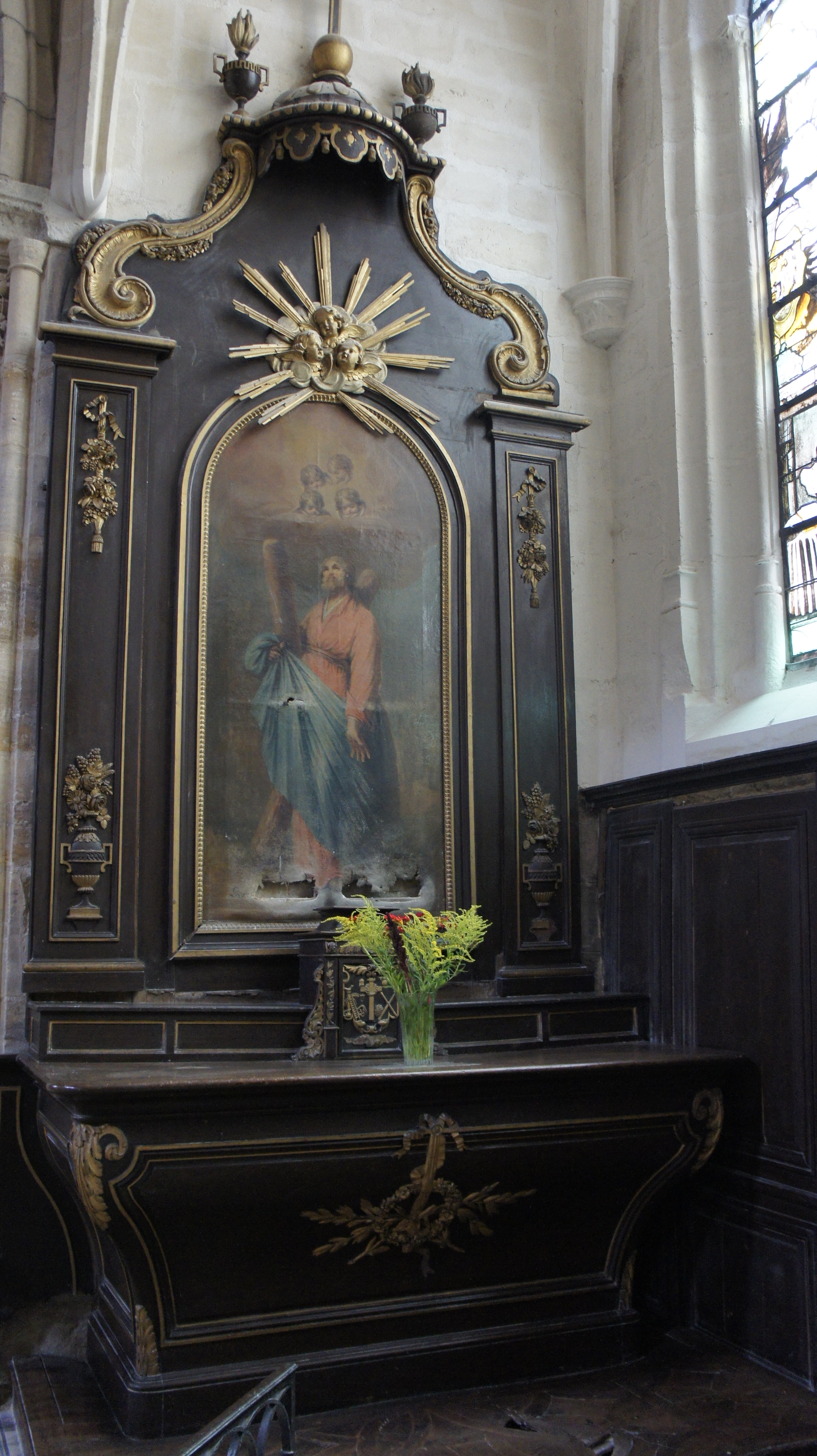
St André de l'église Saint-Alpin de Châlons-en-Champagne[3].
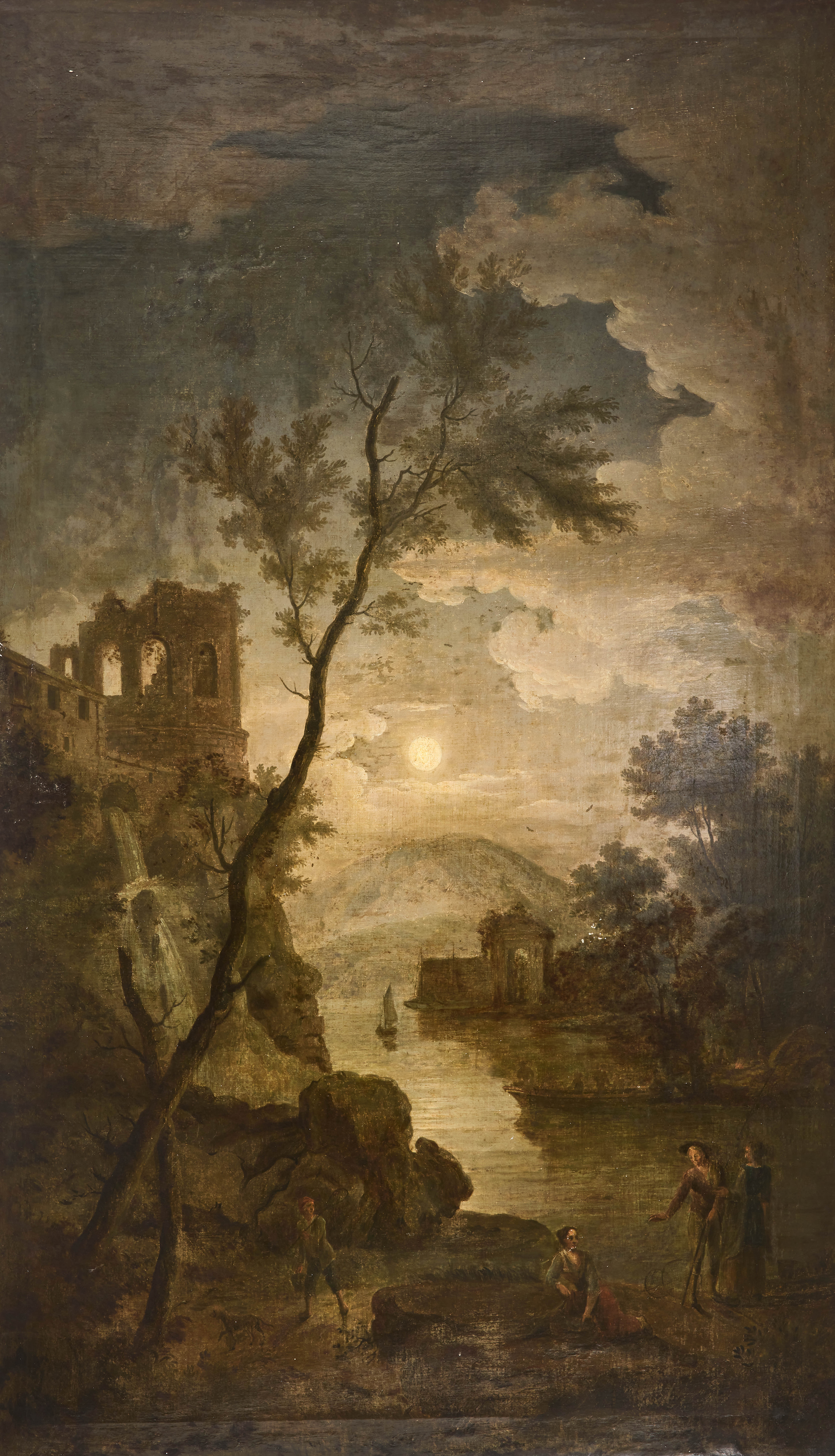
Marine au clair de lune au Musée-hôtel Le Vergeur

- Vieille femme devidant, huile sur toile, 81 x 65 cm, Gray (Haute-Saône), musée Baron-Martin.

## Hommages

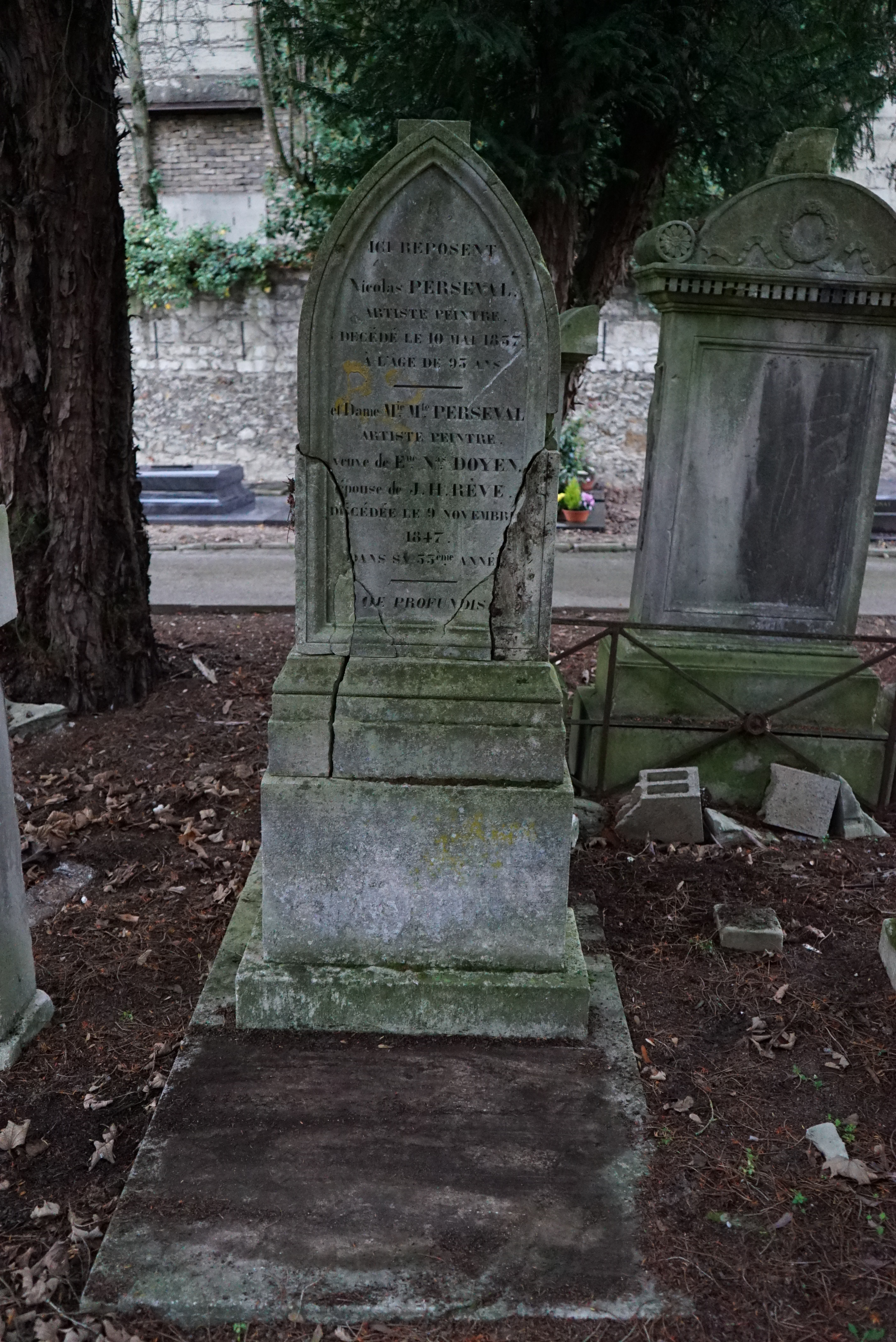
Tombe des deux Perseval ; canton 3 du cimetière du nord.

Une rue de Reims porte son nom.